# ミッシェル・ミロースキー
ミッシェル・ミロースキー（Michel Mirowski、1924年10月14日 – 1990年3月26日）は、ポーランド生まれで、イスラエルを経てアメリカで働いた医師。ICD、植え込み型除細動器の発明者。

## 経歴
ワルシャワで生まれた。生まれた時の名は、Mordechai Frydmanであったが、ポーランドがドイツに占領されると、ユダヤ人迫害を逃れるために、父親がMieczysław Mirowskiと改名させた。後にフランス人の妻の呼んでいた名Michelで知られることになった。
ウクライナに亡命し、惨憺たる5年間の生活を送り、1944年にポーランド人部隊の士官としてポーランドに戻るが、ワルシャワは壊滅しており、家族も家もなかった。1年ほど医学学校に通うが、イスラエルの移住を決意した。パレスチナに移住するが、医学学校がなかったので、ヨーロッパに戻り、フランスのリヨンの医学校に入学した。フランス語も英語も独学で学び、医学の教育を受けた。1954年に卒業し、イスラエルに戻り、テルハショマー病院（Tel Hashomer Hospital）でハリー・ヘラーの助手を務めた。心臓手術の技術を学ぶためにメキシコで学び、アメリカのジョン・ホプキンス病院で、ヘレン・ブルック・タウシグのもとで学んだ。 
イスラエルに戻り、5年間、テルアビブ近くの病院で唯一の心臓病専門医として働いた。1966年に、恩師ヘラーが、心室頻拍で倒れ、2週間後に死亡した。この経験から植え込み型除細動器のアイデアを持ったが、専門家はその小型化は困難であるとした。ミロースキーは資金と技術を求めてアメリカに家族とともに移住した。12年間かけて、協力者とともに装置を開発した。1980年2月4日に、ジョンズ・ホプキンズ大学病院で最初の患者に取り付けられた。その後、大幅な改善と小型化によって、何百万人もの患者に取り付けられることになった。
1980年代半ばに、多発性骨髄腫を発症し、化学療法を受けたが、65歳で死亡した。